# نتروحلزونايات
نتروحلزونايات (بالإنجليزية: Nitrospirales)‏ هي رتبة من البكتيريا تضم عائلة واحدة هي نتروحلزونيات والتي تشمل أجناس متعددة مثل نتروحلزونية، العضو الأول في هذه الشعبة تم اكتشافه في عام 1985 هو النتروحلزونية البحرية. العضو الثاني كان نتروحلزونية موسكوية تم اكتشافها في عام 1995.